# Росен Друмев
Росен Друмев Друмев е български поет и журналист.

## Биография
Росен Друмев е роден на 9 декември 1958 г. в Бургас.
Издал е стихосбирките „Тежко време“ (1990), „Отломки“ (1994), „Наноси“ (1999), „Сиромашка трапеза“ (2003), „Армада“ (2012). Също и книгата „Пътуване през спомена“ (2009). Работи като редактор в списание „Море“. Член е на Сдружение на българските писатели.

## Награди
- 2010 – Носител е на наградата от националния конкурс „Христо Фотев“[1]
- 2012 – Носител е на наградата „Златен Пегас“ (Бургас)[2]